# Neosparyt
Neosparyt (dawniej: pseudosparyt) – skała węglanowa, w której składniki allochemiczne i tło skalne zostały przekształcone przez rekrystalizację (spar nie jest w tym przypadku cementem).